# 센니치 백화점 화재

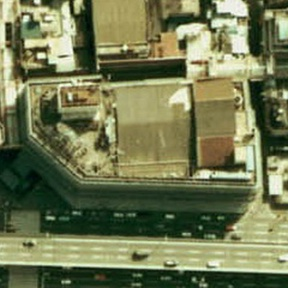
센니치 백화점 (1975년 3월 4일 촬영)

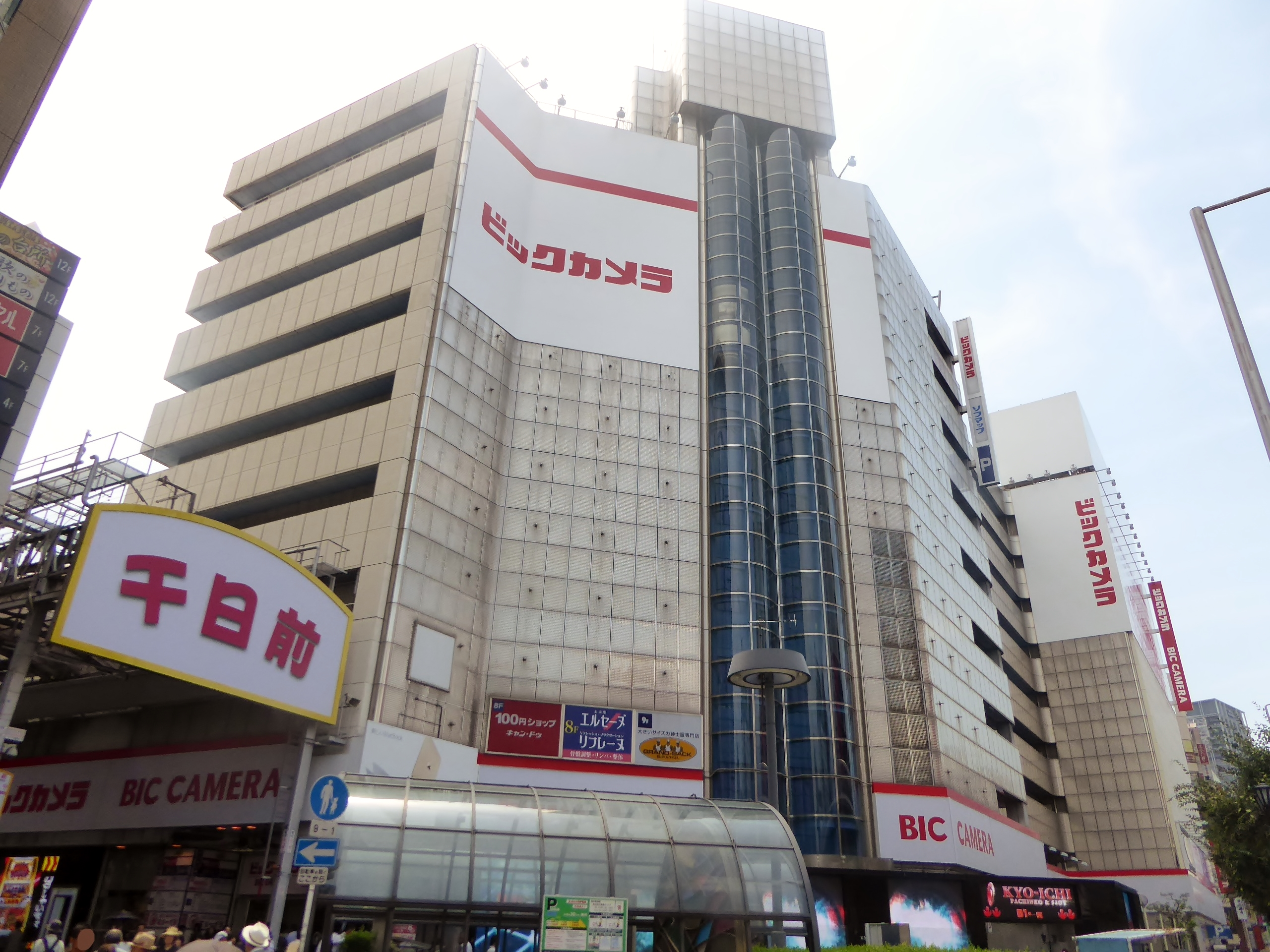
화재가 일어난 센니치 백화점의 부지에 세워져 있는 에스칼 난바 빌딩 전경

센니치 백화점 화재(일본어: 千日デパート火災)는 1972년 5월 13일, 일본 오사카시 미나미구 (현재 주오구) 센니치마에의 센니치 백화점에서 일어난 화재이다. 118명이 숨지고 78명이 중경상을 입는 등, 일본의 단일 건축물 화재 역사상 최악의 재앙이 성립되었다. 또한 MBC TV의 《신비한TV 서프라이즈》, KBS Joy의 《차트를 달리는 남자》를 통해 재조명되었다.

## 미디어
- MBC TV :《신비한TV 서프라이즈》 (813회, 2018년 5월 13일 방영분)
- KBS Joy : 《차트를 달리는 남자》 (340회, 2023년 6월 3일 방영분)

## 같이 보기
- 다이요 백화점 화재
- 제천 스포츠센터 화재